# Кундабілу
Кундабі́лу — невеликий скелястий острів в Червоному морі в архіпелазі Дахлак, належить Еритреї, адміністративно відноситься до району Дахлак регіону Семіен-Кей-Бахрі.

## Географія
Розташований на північний захід від острова Дахлак при вході до бухти Губбет-Ентату. Має компактну прямокутну форму з декількома невеликими півостровами. Довжина 1,6 км, ширина 1 км. Острів облямований піщаними мілинами та кораловими рифами.